# Acalypha mentiens
Acalypha mentiens é uma espécie de flor do gênero Acalypha, pertencente à família Euphorbiaceae.